# Zelimkhan Dzhabrailovich Bakayev
Bản mẫu:Eastern Slavic name
Zelimkhan Dzhabrailovich Bakayev (tiếng Nga: Зелимхан Джабраилович Бакаев; sinh ngày 1 tháng 7 năm 1996) là một tiền vệ bóng đá người Nga thi đấu ở vị trí tiền vệ chạy cánh phải cho F.K. Spartak Moskva.

## Sự nghiệp câu lạc bộ
Anh có màn ra mắt tại Giải bóng đá chuyên nghiệp quốc gia Nga cho F.K. Spartak-2 Moskva vào ngày 26 tháng 4 năm 2014 trong trận đấu với FC Metallurg Vyksa.
Anh có màn ra mắt cho đội một của F.K. Spartak Moskva vào ngày 23 tháng 9 năm 2015 trong trận đấu tại Cúp quốc gia Nga trước F.K. Volga Nizhny Novgorod.
Anh ra mắt tại Giải bóng đá ngoại hạng Nga cho Spartak vào ngày 23 tháng 7 năm 2017 khi đá chính trong trận đấu với F.K. Ufa.

### Thống kê sự nghiệp
Tính đến 13 tháng 5 năm 2018
| Câu lạc bộ            | Mùa giải            | Giải vô địch                | Giải vô địch | Giải vô địch | Cúp     | Cúp       | Châu lục | Châu lục  | Tổng cộng | Tổng cộng |
| Câu lạc bộ            | Mùa giải            | Hạng đấu                    | Số trận      | Bàn thắng    | Số trận | Bàn thắng | Số trận  | Bàn thắng | Số trận   | Bàn thắng |
| --------------------- | ------------------- | --------------------------- | ------------ | ------------ | ------- | --------- | -------- | --------- | --------- | --------- |
| F.K. Spartak-2 Moskva | 2013–14             | PFL                         | 1            | 0            | –       | –         | –        | –         | 1         | 0         |
| F.K. Spartak-2 Moskva | 2015–16             | FNL                         | 10           | 1            | –       | –         | –        | –         | 10        | 1         |
| F.K. Spartak-2 Moskva | 2016–17             | FNL                         | 31           | 0            | –       | –         | –        | –         | 31        | 0         |
| F.K. Spartak-2 Moskva | 2017–18             | FNL                         | 10           | 3            | –       | –         | –        | –         | 10        | 3         |
| F.K. Spartak-2 Moskva | Tổng cộng           | Tổng cộng                   | 52           | 4            | 0       | 0         | 0        | 0         | 52        | 4         |
| F.K. Spartak Moskva   | 2013–14             | Giải bóng đá ngoại hạng Nga | 0            | 0            | 0       | 0         | 0        | 0         | 0         | 0         |
| F.K. Spartak Moskva   | 2014–15             | Giải bóng đá ngoại hạng Nga | 0            | 0            | 0       | 0         | –        | –         | 0         | 0         |
| F.K. Spartak Moskva   | 2015–16             | Giải bóng đá ngoại hạng Nga | 0            | 0            | 2       | 0         | –        | –         | 2         | 0         |
| F.K. Spartak Moskva   | 2016–17             | Giải bóng đá ngoại hạng Nga | 0            | 0            | 0       | 0         | 0        | 0         | 0         | 0         |
| F.K. Spartak Moskva   | 2017–18             | Giải bóng đá ngoại hạng Nga | 5            | 0            | 1       | 0         | 0        | 0         | 6         | 0         |
| F.K. Spartak Moskva   | Tổng cộng           | Tổng cộng                   | 5            | 0            | 3       | 0         | 0        | 0         | 8         | 0         |
| Tổng cộng sự nghiệp   | Tổng cộng sự nghiệp | Tổng cộng sự nghiệp         | 57           | 4            | 3       | 0         | 0        | 0         | 60        | 4         |

### Bàn thắng quốc tế
Bàn thắng và kết quả của Nga được để trước.
| #  | Ngày               | Địa điểm                    | Đối thủ | Bàn thắng | Kết quả | Giải đấu                 |
| -- | ------------------ | --------------------------- | ------- | --------- | ------- | ------------------------ |
| 1. | 7 tháng 9 năm 2021 | Otkritie Arena, Moscow, Nga | Malta   | 2–0       | 2–0     | Vòng loại World Cup 2022 |